# Sveaborgsrevolten

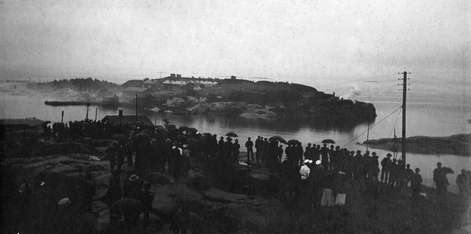
Helsingforsbor beser revolten på Sveaborg

Sveaborgsrevolten var ett uppror bland det ryska manskapet på Sveaborg 30 juli 1906, med åtföljande arbetaroroligheter i Helsingfors. Helsingfors röda garde under Johan Kocks ledning utlyste en strejk, för att bistå de upproriska på Sveaborg. Denna strejk varade från 31 juli till 3 augusti, men blev endast lokal och partiell till sin omfattning, bland annat beroende på att den socialdemokratiska partiledningen intog en avvaktande hållning. På strejkens näst sista dag drabbade röda gardet och den borgerliga skyddskåren samman på Hagnäs torg i Helsingfors.

## Matrosernas revolt
I storstrejkens efterdyningar uppstod en revolt bland garnisonssoldaterna i juli 1906. Rykten spreds att revoltstämningar var i görningen och på grund av att Sveaborgs närvatten hade börjat mineras ville fästningens ledning isolera minkompaniets män från de revolterande fartygens matroser. Soldaternas köttransoner hade innehållit mask och det hade gett en skenbar orsak till revolten. Således flyttades minkompaniet, cirka 200 man, enligt ledningens order till Sandhamn. Två gevärskompanier lämnades där för att vakta dem. När det i Sandhamn utfördes hårdhänta undersökningar spreds ryktet till Sveaborgs fästning. Artilleristerna vägrade, efter att ha hörsammat kvällsinropet, att skingras till sina sovplatser, belägna nära deras artilleripjäser. I stället planerade de att gå till minkompaniets undsättning. När ledningen inte samtyckte till detta, beslutade Gustavssvärds och Skanslandets artillerister att gå våldsamt fram och befria sina kamrater ur fångenskapen. Sveaborgs befälhavare trodde att ett gevärskompani på fästningen skulle lyckas stöta tillbaka revoltörerna över Kungssundet. Det lyckades inte och artilleristerna fortsatte striden på Kungsön. Revolten hade börjat klockan elva på kvällen den 30 juli efter en signal via avfyrandet av kanonskott. Den hade organiserats av en socialistisk underjordisk soldatorganisation inom den ryska flottan. Myteriet på Sveaborg kom dock relativt snabbt att kuvas av regeringstrogna trupper.

## Orsaker till matrosernas misslyckande
Alltsedan revolutionsåret 1905 spelade örlogsflottsmatroser en stor roll i den ryska revolutionsrörelsen. De revolutionära strömningarna i Ryssland hade spritt sig till krigsmakten. Enstaka myterier hade redan ägt rum och till sommaren 1906 planerade man ett stort allmänt myteri. Det bröt ut på den ryska militärbasen Sveaborg i juli, men det var illa förberett och startade för tidigt. Meningen var att revolten 1906 skulle utbryta samtidigt i Kronstadt, i Sevastopol och på Sveaborg. Aktiva partiet hade ett gemensamt mål tillsammans med röda gardet och ryska revolutionära grupperna - avskaffandet av det självhärskarsystem som rådde i Ryssland liksom i Finland. Dess medlemmar kunde ge personlig hjälp till revoltörerna, bland annat avsändes med ångaren Vystrelj en större sändning proviant till Kungsholmen. En annan proviantsändning, samt en av partimedlemmar organiserad sanitetsexpedition, lyckades inte tränga fram till fästningen.
Efter revolten hjälpte partiet en av dess ledare, kapten Tsion, att fly till utlandet. Ett 60-tal soldater och matroser, som undkommit, räddades likaså undan förföljelsen. Medel till detta räddningsarbete erhölls genom insamling; 2000 mark anslogs för ändamålet av Kagalen.
Under Sveaborgsrevolten hade partiet inget samarbete med kapten Kock och Röda gardet. Dock ansåg partiet, att det i den rådande situationen var förmånligast, att kapten Kock inte blev häktad, och gav därför efter för den anhållan som gjordes att sätta honom i säkerhet.

## Rödgardisternas revolt och intermezzot på Hagnäs torg

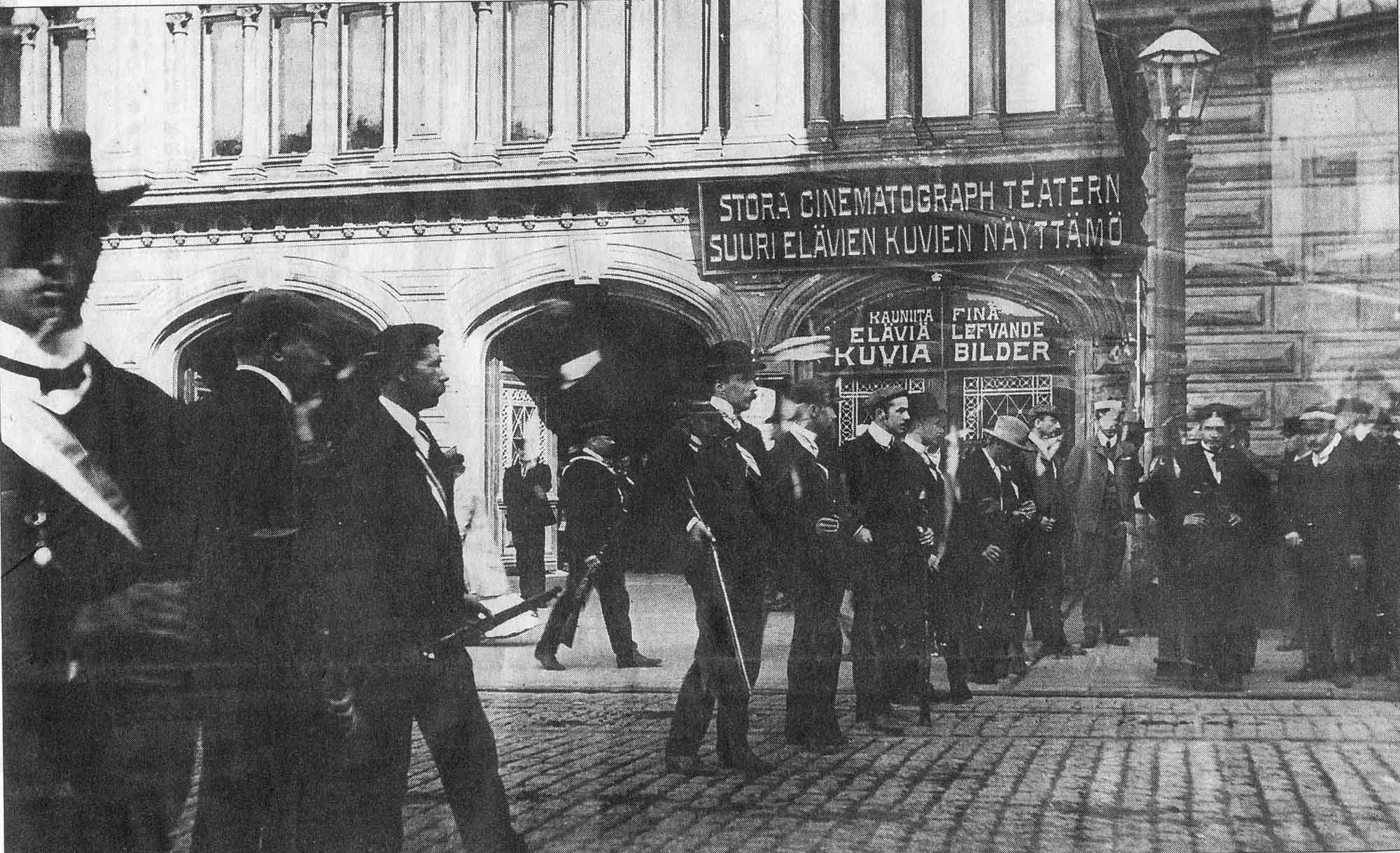
Studenternas nationalgardes barrikad vid Centralgatan i Helsingfors vid tiden för Hagnäskravallarna den 2 augusti 1906.

Under myteriet tog sig 150-200 rödgardister från Helsingfors till fästningen och kämpade på myteristernas sida. De gardister som blev kvar i staden lade beslag på sprängämnen i en firmas lager och försökte därefter hindra regeringen att företa trupptransporter genom att skada de järnvägslinjer som ledde till Helsingfors. Efter myteriets utbrott utlyste Helsingfors röda garde en storstrejk i huvudstaden. För att hålla trafiken igång trots strejken bad spårvägsbolaget Helsingfors skyddskår om hjälp. Då den första spårvagnen med skyddskårister anlände till Hagnäs torg den 2 augusti gav detta anledning till en serie upplopp. Det hela började med häftig ordväxling, som sedan övergick i stenkastning mot spårvagnarnas fönster, därefter föll ett revolverskott, sedan allmän skottlossning. Under dessa upplopp avlossade skyddskåristerna, demonstranterna och de upproriska ryska matroserna skott mot varandra. Under detta intermezzo stupade sju skyddskårister, två demonstranter och en polis.
Historikern Olof Palme, som tillbringade som barn en följd av somrar på sin mormors gård i Finland, blev ögonvittne till Hagnäskravallerna. 
| ”                                 | På torsdagen vid middagstiden begaf jag mig med spårvagn till Hagnäs torg för att därifrån gå de några stegen till min bostad vid början af Djurgårdsvägen. ... Vid 1-tiden hörde jag skott smälla. ... Jag beslöt då bege mig inåt staden, så snart det blefve litet lugnare. ... Mitt lugn blef fullkomligt, när jag, kommen ett par steg in på Broholmsgatan, mötte c:a 80 man af den medborgarskyddskår, hvilken upprättats till eventuellt stöd för den lagliga ordningsmakten. ... Jag stannade på trottoaren invid dörren till Sörnäs apotek. ... Medan jag helt lgunt stod kvar, där jag förut stannat, skakades plötsligt luften af ett väldigt, smattrande då af väl hundra skott, kulor hveno kring mina öron, två genomborrade apoteksdörren vid min sida, luften fylldes af skrän och några meter från mig föll en man död till marken. Skräckfylld rusade jag upp i apoteket. ... åtta man buros upp i apoteket, som inom kort var fylldt af dödsskrän, af kväljande blodlukt och snart äfven af en hustrus jämmer vid sin mans lik. Fyra af dem, som förts upp i apoteket, voro redan döda; af de fyra andra såg två ut som trasor - dessa och en till dogo på vägen till sjukhuset. ... Det var ohyggligt att tänka, när jag såg de döda ligga med sina blåhvita band, att de voro fredliga män från lugna yrken, mördade för att de velat skydda fredliga medborgares arbete. ... I sanning sorgligt är, att den sociala kampen från de revolterandes sida föres i nidingsdådets tecken. | „ |
| – Aftonbladet den 7 augusti 1906. | |   |

De finländska myndigheterna kallade på ryska trupper i syfte att återställa lugnet. Ryska avdelningar med kulsprutor besatte röda gardets kansli och arresterade personer. Då skyddskåren fick höra om de ryska åtgärderna upplöste den sig och lämnade sina vapen till polisen. Efter upploppen sände höga ryska myndigheter ett telegram till Helsingfors där de uttryckte sin beundran för ”den dyra och ärevördiga skyddskåren”. De stupade skyddskåristerna begravdes på statens bekostnad och arbetarna anordnade i samband med begravningen av demonstranterna ett agitationstillfälle mot det borgerliga våldet.

## Röda gardet upplöses och revoltörerna bestraffas

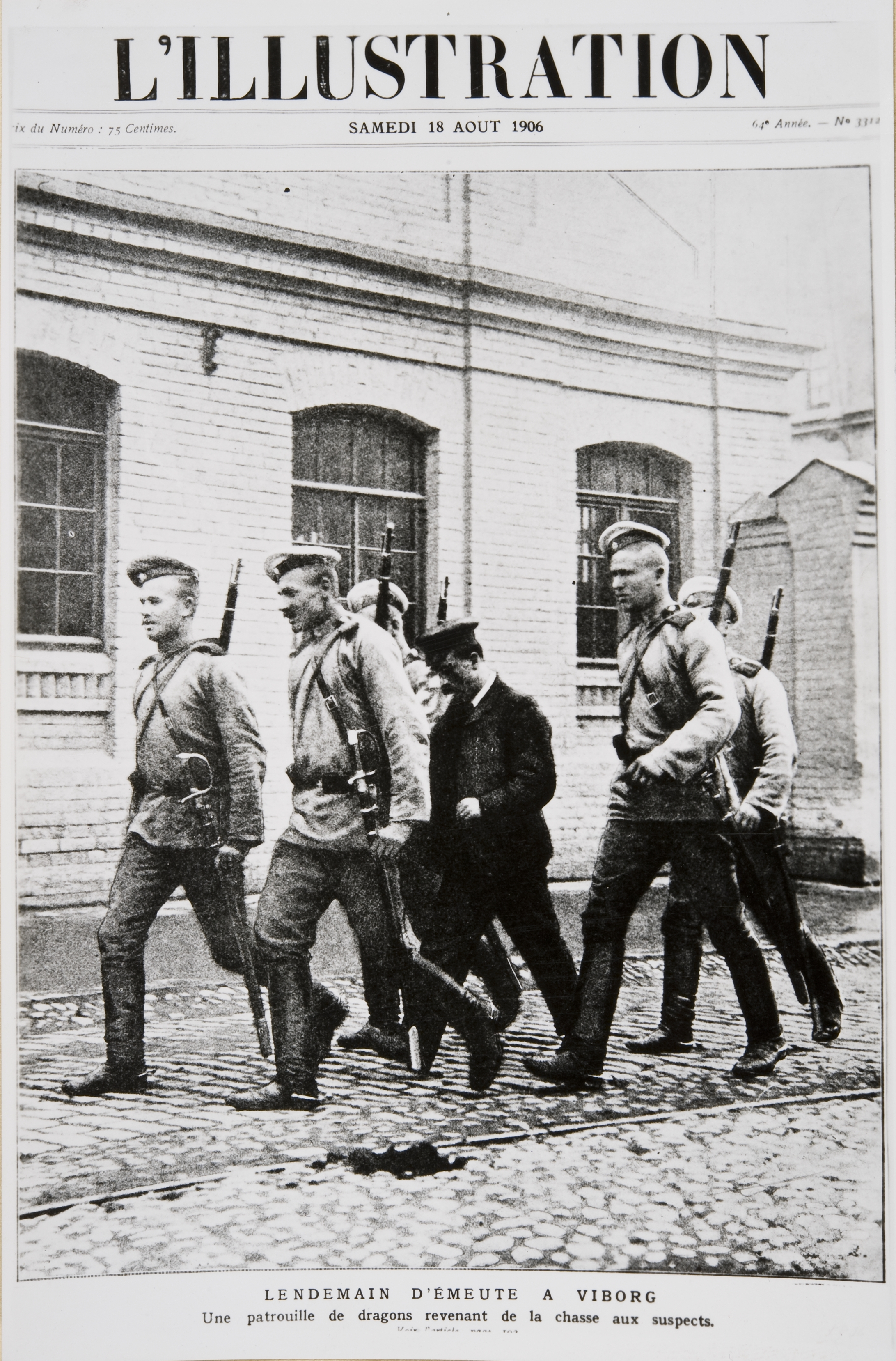
En rödgardist arresteras av ryska gendarmer.

Efter Hagnäsupploppen upplöste senaten röda gardet. Flera gardister som deltagit i myteriet på Sveaborg eller utsatt järnvägen för skadegörelse dömdes till tukthus och fängelse. Vid ett möte för socialdemokratiska delegater i Uleåborg beslöt man i augusti 1906 förklara röda gardet upplöst ”för att undvika ömsesidiga hotelser”. Trots partimötets beslut fortsatte gardet ännu någon tid att verka i hemlighet. För att kunna upprätthålla ordningen inledde senaten i augusti 1906 förstärkandet av landets polisväsen.
År 1907 dömdes flera finska rödgardister som deltagit i myteriet på Sveaborg till tukthusstraff. ”Sveaborgsmännen” deltog efter avtjänade straff i organisationsverksamheten på arbetarhåll och bidrog till att bevara traditioner från de röda gardena av år 1905-1906.